# 法律碩士
法律硕士是中华人民共和国的一个硕士学位，一般提供给没有接触过法律、取得了非法律专业学士学位的人攻读。该学位一般学制三年，不分研究方向，通常配有论文导师。
设置这一学位是参照美国JD（法律博士）模式，希望能培养应用型的法律职业人才。现实中，因为法律硕士被认为不过是法学本科教育的缩水版，理论素养和职业技能训练都有待完善，因此很长一段时间以来其就业认可度都被打折扣。
但是，随着近年来由于中国法律业务的发展，对法律人才的复合型知识背景的需求日益增加（特别是需要具备较好外语基础、能从事国际业务的法律人才，以及具有理工科背景、能从事知识产权业务的法律人才），并且各大法律院校也在积极提高法律硕士的培养水平，因此法律硕士的教育与就业认可度（特别是国内名校的法律硕士）正在逐步提高。